# نرخ ارز شناور

د ترتیبات عملی نرخ ارز در سال ٢٠٢٢ که توسط طبقه‌بندی صندوق بین‌المللی پول.

نرخ ارز شناور (که به عنوان نوسان یا نرخ ارز انعطاف‌پذیر نیز خوانده می‌شود) نوعی از نظام نرخ ارز است که در آن ارزش ارز در پاسخ به وقایع بازار ارز خارجی مجاز به نوسان است. پول رایجی که از نرخ ارز شناور استفاده می‌کند به عنوان یک پول شناور شناخته می‌شود. یک ارز شناور با یک ارز ثابت که ارزش آن با ارز دیگر، کالاهای مادی یا یک سبد ارزی گره خورده‌است در تضاد است.
در دنیایی به ظاهرمدرن، بیشتر ارزهای جهان شناور هستند و بیشترین پول‌های مورد معامله شامل: دلار آمریکا، فرانک سوئیس، روپیه هند، یورو، ین ژاپن، پوند استرلینگ و دلار استرالیا هستند. با این حال، حتی با ارزهای شناور، بانکهای مرکزی غالباً در عملیات بازارها دخالت می‌کنند تا تلاش کنند بر ارزش نرخ ارز شناور تأثیر بگذارند. دلار کانادا بیشترین شباهت را به یک ارز شناور خالص دارد زیرا بانک مرکزی کانادا از زمانی که دخالت به وسیله قیمت را از سال ۱۹۹۸ متوقف کرده‌است، دیگر این کار را انجام نداده‌است. دلار آمریکا با استفاده از ایجاد تغییر بسیار کمی در ذخایر خارجی خود در مقام دوم است. در مقابل، ژاپن و انگلیس تا حد زیادی مداخله می‌کنند، و هند شاهد مداخله درحد متوسطی از سوی بانک مرکزی خود، بانک ذخیره هند، بود.
از سال ۱۹۴۶ تا اوایل دهه ۱۹۷۰، سیستم برتون وودز ارزهای ثابت را به قانون تبدیل کرد. با این حال، در سال ۱۹۷۱، ایالات متحده تصمیم گرفت دیگر از قابلیت تبدیل دلار آمریکا در ۱/۳۵ اونس طلا حمایت نکند و بنابراین دیگر ارز آن ثابت نبود. پس از فروپاشی توافق اسمیت سونیان در سال ۱۹۷۳، بیشتر ارزهای جهان از این روند پیروی کردند. در حالی که که برخی از کشورها، مانند بیشتر کشورهای حوزه خلیج فارس، ارز خود را به ارزش ارز دیگری ثابت کردند که اخیراً با نرخ کندتر رشد همراه بوده‌است. هنگامی که یک ارز شناور می‌شود، از اهداف دیگری غیر از نرخ ارز برای اجرای سیاست‌های پولی استفاده می‌شود (به عملیات بازار آزاد مراجعه کنید).

## منطق اقتصادی
برخی از اقتصاددانان فکر می‌کنند در اکثر شرایط، نرخ ارز شناور نسبت به نرخ‌های ثابت ارز ارجح هستند. با تنظیم نرخ ارز شناور به‌طور خودکار، آنها یک کشور را قادر می‌سازند تا تأثیر شوک‌ها و چرخه‌های تجارت خارجی را تعدیل کند؛ و احتمال بروز بحران در تعادل پرداخت را از بین ببرد. با این حال، آنها همچنین به عنوان نتیجه، غیرقابل پیش‌بینی بودن را ناشی از پویایی خود می‌دانند، که می‌تواند برنامه‌ریزی مشاغل را ریسک دار بکند، زیرا نرخ ارز آینده در طول چرخه برنامه‌ریزی آنها نامشخص است.
با این حال، در موقعیت‌های معین، ممکن است نرخ ارز ثابت برای ثبات و اطمینان بیشتر آنها ارجح باشد. با توجه به نتایج کشورهایی که سعی می‌کنند قیمت ارز خود را «قوی» یا «بالا» نسبت به دیگران، مانند انگلیس یا کشورهای آسیای جنوب شرقی قبل از بحران ارز آسیا نگه دارند، ممکن است لزوماً این امر صحیح نباشد.
بحث انتخاب بین نظام‌های نرخ ارز ثابت و شناور توسط مدل Mundell-Fleming مطرح شده‌است، که استدلال می‌کند که یک اقتصاد (یا دولت) نمی‌تواند همزمان نرخ ارز ثابت، حرکت آزاد سرمایه و یک سیاست پولی مستقل را حفظ کند. این باید هر دو را برای کنترل انتخاب کند و دیگری را به نیروهای بازار واگذار کند.
بحث اصلی برای نرخ ارز متغیر این است که به سیاست‌های پولی این امکان را می‌دهد تا برای اهداف دیگر مفید باشند. در نرخ‌های ثابت، سیاست‌های پولی متعهد به هدف واحدِ حفظ نرخ ارز در سطح اعلام شده خود هستند. با این حال، نرخ ارز تنها یکی از متغیرهای کلان اقتصادی است که سیاست پولی می‌تواند بر آن تأثیر بگذارد. سیستمی از نرخ ارزهای شناور، سیاست گذاران پولی را قادر می‌سازد اهداف دیگری مانند تثبیت اشتغال یا قیمتها را دنبال کنند.
در طول افزایش ارزش یا استهلاک، بانک مرکزی معمولاً برای تثبیت ارز مداخله می‌کند؛ بنابراین، نظام‌های نرخ ارزِ پول (ارز)های شناور از لحاظ فنی می‌توانند به عنوان یک شناور مدیریت شده شناخته شوند. به عنوان مثال، بانک مرکزی ممکن است اجازه دهد قیمت ارز آزادانه، بین مرز بالا و پایین، «سقف» و «کف» شناور باشد. برای تأمین پشتیبانی قیمت و مقاومت ممکن است مدیریتی توسط بانک مرکزی به شکل خرید یا فروش تعداد زیادی از کالاها صورت بگیرد یا در صورت مقداری از ارزهای ملی، ممکن است مجازاتهای قانونی برای معاملات خارج از این مرزها وجود داشته باشد.

## ناسازگاری با شناوری
نرخ ارز آزاد شناور نوسانات ارز را افزایش می‌دهد. برخی از اقتصاددانان فکر می‌کنند که این امر می‌تواند مشکلات جدی به خصوص در اقتصادهای نوظهور ایجاد کند. آن اقتصادها دارای یک بخش مالی با یک یا چند شروط زیر هستند:
- دلار زدایی با مسئولیت بالا
- شکنندگی مالی
- اثرات ترازنامه قوی

وقتی بدهی‌ها به ارزهای خارجی بیان می‌شوند در حالی که دارایی‌ها به ارز محلی هستند، استهلاک‌های غیرمنتظره ای از نرخ ارز، ترازنامه‌های بانکی و شرکتی را خراب می‌کند و ثبات سیستم مالی داخلی را تهدید می‌کند.
بنابراین، به نظر می‌رسد کشورهای در حال ظهور نسبت به شناوری، ناسازگاری یشتری دارند، زیرا تغییرات بسیار کمی در نرخ ارز اسمی دارند اما با شوک‌های بزرگتر و نرخ بهره و جابجایی ذخیره روبرو هستند. این نتیجه واکنش مکرر کشورهای آزاد شناور نسبت به جابجایی نرخ ارز با سیاست‌های پولی یا مداخله در بازار ارز است.
در سالهای ۱۹۹۰، تعداد کشورهایی که نسبت به شناوری، گریزان هستند به‌طور چشمگیری افزایش یافته‌است.